# Slovensko planinsko društvo Bariloče
Slovensko planinsko društvo Bariloče (špansko Club Andino Esloveno) je planinsko društvo ter prosvetno in kulturno središče argentinskih Slovencev v Bariločah.
Društvo so 22. februarja 1951 ustanovili Slovenci, ki so se po izselitvi v Argentino naselili v Bariločah, z namenom širitve znanj o gorništvu, spodbujanja planinstva, alpinizma, smučanja  in da bi ohranjali slovenski jezik, kulturo, tradicijo ter običaje. Najprej so bili včlanjeni v Club Andino Bariloche; v njem je delovala in bila zelo uspešna slovenska skupina - Grupo Escalador Esloveno. V Kordiljerah so kot prvopristopniki uveljavili veliko slovenskih poimenovanj. Poleti 1952/1953 so izsekali planinsko pot do Katedralskih jezer in zgradili zavetišče »Pod Skalco«, v Bariločah pa postavili slovenski dom »Planinski stan« ter začeli izdajati revijo »Gore«, članke pa objavljali tudi v drugih slovenskih izseljenskih glasilih ter sodelovali pri snemanje filmov. 
Ob 30. obletnici smrti Klementa Juga so v njegov spomin postavili pod vrhom Slovenski zvonik (Campanile Esloveno) spominsko ploščo. Člani društva so ob 45-letnici ustanovitve pod goro Capillo na višini 1500 mnm odprli »Slovenski bivak»«. Drugi rod slovenskih andinistov, rojenih v Argentini, prav tako članov Slovenskega planinskega društva Bariloče, se je uveljavil v alpskem smučanju in smučarskem teku, tudi v argentinskem merilu.
Slovensko planinsko društvo Bariloče, ki je edino slovensko društvo v Bariločah, pripravlja tudi kulturne prireditve, ima slovensko osnovno šolo, organizira srednješolski tečaj slovenskega jezika in tečaj slovenščine za otroke iz mešanih zakonov.